# Palos Heights
Palos Heights es una ciudad ubicada en el condado de Cook en el estado estadounidense de Illinois. En el Censo de 2010 tenía una población de 12515 habitantes y una densidad poblacional de 1.246,99 personas por km².

## Geografía
Palos Heights se encuentra ubicada en las coordenadas 41°39′48″N 87°47′46″O / 41.66333, -87.79611. Según la Oficina del Censo de los Estados Unidos, Palos Heights tiene una superficie total de 10.04 km², de la cual 9.78 km² corresponden a tierra firme y (2.53%) 0.25 km² es agua.

## Demografía
Según el censo de 2010, había 12515 personas residiendo en Palos Heights. La densidad de población era de 1.246,99 hab./km². De los 12515 habitantes, Palos Heights estaba compuesto por el 94.21% blancos, el 1.68% eran afroamericanos, el 0.06% eran amerindios, el 2.03% eran asiáticos, el 0.01% eran isleños del Pacífico, el 0.87% eran de otras razas y el 1.14% pertenecían a dos o más razas. Del total de la población el 3.79% eran hispanos o latinos de cualquier raza.